# .eg
.eg — в Інтернеті, національний домен верхнього рівня (ccTLD) для Єгипту.

## Домени 2-го та 3-го рівнів
В цьому національному домені нараховується близько 2,130,000 вебсторінок (станом на січень 2007 року).
У наш час використовуються та приймають реєстрації доменів 3-го рівня наступні доменні суфікси (відповідно, існують такі домени 2-го рівня):
| Суфікс  | Регламентовані користувачі                                            |
| .com.eg | Комерційні установи, корпорації                                       |
| .edu.eg | Наукові та дослідницькі установи, коледжі, університети або інститути |
| .gov.eg | Державні та урядові установи                                          |
| .net.eg | Провайдери, організації, пов'язані з мережами                         |
| .org.eg | Неприбуткові, неурядові організації                                   |